# Рушевине цркве Свете Огњене Марије
Рушевине цркве Свете Огњене Марије се налазе у насељеном месту Батлаве, на терторији општине Подујево, на Косову и Метохији. Представљају непокретно културно добро као споменик културе.
У селу постоји место које се зове црквиште где се налазе остаци једне старе српске богомоље посвећене Богородици. Налази се 8-9 км јужно од Подујева. Становници су припадници рода Левак, српског порекла, који су средином 19. века примили муслиманску веру.

## Основ за упис у регистар
Решење Покрајинског завода за заштиту споменика културе у Приштини, бр. 77 одо 1.3.1986. Закон о заштити споменика културе САП Косово (Сл. лист САПК 19/77).